# Федерация Вест-Индии
Вест-Индская федерация (англ. Federation of the West Indies, или англ. West Indian Federation) — объединение британских островных владений в Карибском море.
Существовала с 3 января 1958 по 31 мая 1962 года. Заявленной целью создания федерации было сформирование политической общности, которая могла бы получить независимость от Великобритании как единое целое. Однако, прежде чем это произошло, федерация распалась в связи с нарастающими внутренними конфликтами между членами Федерации.

## Общие сведения
- Столица Порт-оф-Спейн.
- Глава федерации — монарх Великобритании, представленный генерал-губернатором. Эту должность от образования до роспуска занимал Патрик Джордж Томас Бьюкен-Хэпбёрн, барон Хэйлес.
- Генерал-губернатор назначал премьер-министра. Им был Грэнтли Герберт Адамс, лидер Барбадосской лейбористской партии, до этого являвшийся премьером Барбадоса.
- Денежная единица — вест-индский доллар.

## Состав
Члены Вест-Индской федерации:
- Антигуа
- Барбадос
- Гренада
- Доминика
- Монтсеррат
- Сент-Кристофер-Невис-Ангилья (в настоящее время — Сент-Китс и Невис и Ангилья)
- Сент-Люсия
- Сент-Винсент
- Тринидад и Тобаго
- Ямайка (к которой были присоединены в качестве зависимых территорий Острова Кайман и острова Теркс и Кайкос).

Остальные британские владения в этом регионе — Багамские Острова, Белиз, Бермудские Острова, Британские Виргинские острова и Гайана не вошли в Вест-Индскую федерацию изначально, полагая, что их будущее лежит в ассоциации с Северной Америкой, Центральной Америкой, Американскими Виргинскими островами и Южной Америкой, соответственно.

## Политическое устройство
Федерация Вест-Индии была федеративным государством с внутренним самоуправлением, состоявшим из 10 провинций, являвшихся колониальными владениями британской короны. Федерация была создана Великобританией в 1958 из государств Британской Вест-Индии. Предполагалось, что федерация вскоре выйдет из-под влияния короны и станет независимым государством, таким образом удовлетворяя запрос о независимости всех колоний в регионе. Однако, из-за политических неурядиц между субъектами проект был обречен, и Федерация так и не обрела независимости.
Федеральный парламент состоял из двух палат — назначаемого Сената и всенародно избираемой Палаты представителей. Сенат состоял из 19 членов, назначаемых генерал-губернатором после совещания с местными властями. На каждую провинцию приходилось 2 члена Сената (с исключением в виде Монтсеррата). Палата представителей состояла из 45 избранных членов — 17 мест у Ямайки, 10 — у Тринидада и Тобаго, 5 у Барбадоса, одно у Монтсеррата и по два на каждый из оставшихся островов.
Однако главой исполнительной власти оставался государственный совет, возглавляемый генерал-губернатором, а не кабинет министров. Он состоял из премьер-министра и 10 других представителей власти.
Федерация Вест-Индии не имела независимых источников дохода (вместо этого полагалась на обязательный сбор на островах) и не заключала никаких соглашений о таможенном союзе, свободной торговле и свободном перемещении.

## Федеральный верховный суд
Также существовал Федеральный верховный суд, состоящий из главного судьи и трёх (позже пяти) других судей. Сам Федеральный верховный суд был преемником Апелляционного суда Вест-Индии (созданного в 1919 году) и имел юрисдикцию над теми же территориями (Барбадос, Британская Гвиана, Подветренные острова (включая Британские Виргинские острова), Тринидад и Тобаго и Наветренные острова) в дополнение к Ямайке и её зависимым территориям.
Сэр Стэнли Юджин Гомес, главный судья Тринидада и Тобаго, был назначен главным судьёй Федерации в августе 1961 года.

## Предлагаемые и фактическая столицы
В качестве хозяев столицы федерации были предложены три государства-члена: Ямайка, Барбадос и Тринидад и Тобаго. Ранее на переговорах с федеральными властями общее мнение заключалось в том, что столица должна быть на одном из небольших островов, чтобы она занимала нейтральное положение по отношению к более крупным территориям и могла придать некоторую динамичность одной из (тогда) более бедных экономик. С этой целью Гренада была предварительно выбрана в качестве государства-члена для размещения столицы, но от неё отказались после протестов со стороны некоторых вовлечённых сторон, и на Лондонской конференции более мелкие острова были исключены для рассмотрения. В Тринидаде и Тобаго первым предложенным объектом был Чагуарамас, в нескольких милях к западу от Порт-оф-Спейн, но этот объект был частью военно-морской базы Соединённых Штатов. На практике Порт-оф-Спейн служил де-факто столицей федерации на протяжении всего существования федерации.

## Спорт
Федерация успела принять участие в летних Олимпийских играх 1960 года в Риме под названием Антилы. Спортсмены завоевали две бронзовые медали.